# Дай Ваншу
Дай Ваншу́(кит. 戴望舒, пиньинь Dài Wàngshū, 5 марта 1905 — 28 февраля 1950) — китайский поэт. Учился во Франции. На его творчество оказали большое влияние французские символисты. Особенно близка ему была поэзия Поля Верлена и Франсиса Жамма. 

## Биография
Печататься начал с 1922 года. В 1936—1937 гг. Дай Ваншу был редактором журнала «Новая поэзия» («Синь ши»). В 1937—1945 гг. жил в Гонконге. За свои патриотические выступления был арестован японскими оккупационными властями. После образования КНР жил в Пекине. Дай Ваншу переводил французских (Ф. Шатобриан, П.Мериме) и испанских авторов (В. Бласко Ибаньес, Ф. Гарсиа Лорка).

## Сочинения
- Мои воспоминания. («Води цзии»)(《我的记忆》).Шанхай,1931
- Наброски Ваншу. («Ваншу цао»)(《望舒草》).Шанхай,1934.
- Годы бедствий. («Цзайнаньды суйюэ»)(《灾难的岁月》).1948.
- Избранные стихотворения. (Дай Ваншу ши сюань), Пекин, 1958.

## В русском переводе
- Дай Ваншу Стихи в кн.: Дождливая аллея. Китайская лирика 20-30-х гг. М., 1969.